# Prvački trofej 1992. (hokej na travi)
14. Prvački trofej se održao 1992. godine.

## Mjesto i vrijeme održavanja
Održao se od 20. do 28. veljače 1992.
Utakmice su se igrale na National Hockey Stadiumu u Karachiju u Pakistanu.

## Sudionici
Sudjelovali su domaćin Pakistan, branitelj naslova Njemačka, Australija, Nizozemska, Uj. Kraljevstvo i po prvi put Francuska.

### Nizozemska
```
[ 1.] 
Frank Leistra
 (vr)              [ 9.] 
Gijs Weterings

[ 2.] 
Marinus Moolenbergh
             [10.] 
Stephan Veen
 
[ 3.] 
Leo Klein Gebbink
               [11.] 
Floris Jan Bovelander
 
[ 4.] 
Maurits Crucq
                   [12.] 
Robbert Delissen
 
[ 5.] 
Bastiaan Poortenaar
             [13.] 
Bart Looije
 (vr) 
[ 6.] 
Wouter van Pelt
                 [14.] 
Tom van 't Hek
 
[ 7.] 
Marc Delissen
 (kapetan)         [15.] 
Erik Parlevliet
 
[ 8.] 
Jacques Brinkman
                [16.] 
Taco van den Honert
```

```
Trener:
 
Hans Jorritsma

Menedžer:
 
Bob Jan Hillen

Liječnik:
 Piet Bon

Fizioterapeuti:
 Rens Reysenbach i Ron Massing
```

## Natjecateljski sustav
Igralo se po jednostrukom ligaškom sustavu. Za pobjedu se dobivalo 2 boda, za neriješeno 1 bod, a za poraz nijedan bod. 
Nakon ligaškog dijela, igralo se za poredak. Prvi i drugi na ljestvici su doigravali za zlatno odličje, treći i četvrti za brončano odličje, a peti i šesti na ljestvici za 5. i 6. mjesto.

## Rezultati

### Prvi dio
Pakistan -  Uj. Kraljevstvo 1:0

 Australija -  Njemačka 2:1

 Nizozemska -  Francuska 4:0
 Njemačka -  Uj. Kraljevstvo 3:2

 Nizozemska -  Australija 3:6

 Pakistan -  Francuska 6:0
 Nizozemska -  Pakistan 1:0

 Australija -  Uj. Kraljevstvo 4:1

 Njemačka -  Francuska 3:1
 Njemačka -  Nizozemska 2:0

 Pakistan -  Australija 2:0

 Uj. Kraljevstvo -  Francuska 5:2
 Australija -  Francuska 9:1

 Nizozemska -  Uj. Kraljevstvo 4:1

 Pakistan -  Njemačka 3:4 
Ljestvica nakon faze u skupini: 
| Mj. | Momčad          | Ut | Pb | N | Pz | Pr | Ps | RP  | Bod |
| --- | --------------- | -- | -- | - | -- | -- | -- | --- | --- |
| 1.  | Australija      | 5  | 4  | 0 | 1  | 21 | 8  | +13 | 8   |
| 2.  | Njemačka        | 5  | 4  | 0 | 1  | 13 | 8  | +5  | 8   |
| 3.  | Pakistan        | 5  | 3  | 0 | 2  | 12 | 5  | +7  | 6   |
| 4.  | Nizozemska      | 5  | 3  | 0 | 2  | 12 | 9  | +3  | 6   |
| 5.  | Uj. Kraljevstvo | 5  | 1  | 0 | 4  | 9  | 14 | –5  | 2   |
| 6.  | Francuska       | 5  | 0  | 0 | 5  | 4  | 27 | –12 | 0   |

### Doigravanje
Susreti su se igrali 28. veljače 2008.
- za 5. mjesto

 Uj. Kraljevstvo -  Francuska 3:0
- za brončano odličje

 Pakistan -  Nizozemska 2:1
- za zlatno odličje

 Njemačka -  Australija 4:0

## Završni poredak
| Mj. | Momčad          |
| --- | --------------- |
| 1.  | Njemačka        |
| 2.  | Australija      |
| 3.  | Pakistan        |
| 4.  | Nizozemska      |
| 5.  | Uj. Kraljevstvo |
| 6.  | Francuska       |

| Pobjednici            |
| --------------------- |
| Njemačka Peti naslov* |

- uključeni i naslovi osvojeni kao SR Njemačka

## Najbolji sudionici
| Najbolji strijelac               |
| -------------------------------- |
| Stephen John Davies (8 pogodaka) |

## Vanjske poveznice
- Rezultati sa Sports123.com  Arhivirana inačica izvorne stranice od 5. prosinca 2008. (Wayback Machine)